# Jeff Taylor
Jeff Taylor (geb. 9. Februar 1943 in Huntly) ist ein neuseeländischer Autor von Belletristik und Sachbüchern, der vor allem für seine Flash-Fiction-Geschichten bekannt ist, die mehrfach internationale Auszeichnungen gewannen.

## Leben
Taylor besuchte in dem damals vornehmlich vom Kohlebergbau geprägten Ort Huntly die Primary School und das Huntly College. Nach dem Abschluss des Studiums der Pharmazie an der NZ School of Pharmacy im Jahr 1963 arbeitete er in der Krankenhaus-Apotheke am Waikato Hospital in Hamilton viele Jahre in leitender Funktion. Anschließend erwarb er eine Einzelhandels-Apotheke in Hamilton, die er viele Jahre lang betrieb.
Im Ruhestand intensivierte er das Schreiben und schloss den Comprehensive Writing Course der Australian Writing School ab. Taylor lebt in Hamilton. Er ist Gründungsmitglied der Waikato Sektion der New Zealand Society of Authors (PEN International, NZ), die auch unter dem Namen Waikato Writers bekannt ist. Seit 2011 arbeitet er ehrenamtlich für die Waikato Writers als Schatzmeister.

## Werk
Taylor ist vor allem für seine Flash-Fiction-Stories (kürzeste Kurzgeschichten) bekannt geworden, die zahlreiche neuseeländische und internationale Preise gewannen. Seine Kurzgeschichten schildern häufig Episoden aus dem Leben von einfachen Neuseeländern, oft in tragikomischen Situationen und mit einer unerwarteten Wendung der Geschichten am Ende. Protagonisten sind oft Menschen aus der Waikato-Region, die in vieler Hinsicht typisch für das agrarische und mittelständische Neuseeland ist (Middle New Zealand). Zu den Autoren, die sein Schreiben beeinflusst haben gehören Ernest Hemingway, Alice Munro, Stephen King und Frank Sargeson.
Neben seinen Flash Fiction Stories hat Taylor ein Sachbuch über den Lake Rotoroa / Hamilton Lake, ein Jugendbuch sowie eine Anthologie seiner Kurzgeschichten publiziert.

## Veröffentlichungen (Auswahl)
- Great Mates. 30 NZ stories for children (The Sea Shepherd), Random House. Neuseeland, 2011. ISBN 978-1-86979-184-1
- Survival (The Levels), Hammond House Publishing. Großbritannien, 2021. ISBN 978-1-9160980-7-7
- Bonsai. Best small stories from NZ (That Fat Guy), Canterbury University Press, Neuseeland, 2018. ISBN 978-1-927145-98-2
- Best Microfiction 2020 (The Boat People), Pelekinesis. Großbritannien, 2020. ISBN 978-1-949790-30-6
- Bath Anthology. 'The Weather Where You Are' (Proud Flesh), AdHocFiction. Großbritannien, 2023. ISBN 978-1-915247-54-4
- Some Stuff I Wrote – 75 Short Stories, Print House. Hamilton, Neuseeland. ISBN 978-0-473-48871-0
- Hamilton Lake – City Playground, Print House. Hamilton. Neuseeland, 2014. ISBN 978-0-473-28439-8

## Preise und Auszeichnungen (Auswahl)
- 2009: Global Short Story Competition. GB. 1. Preis für The Intersection
- 2019: NFFD NZ Flash Fiction Competition. 1. Preis für The Boat People, zudem nominiert für einen Pushcart Prize.[5]
- 2020: Pennine Ink Flash Fiction Competition. GB. 1. Preis für Incident on the Central Line[6]
- 2020: Vancouver Flash Fiction Competition. Canada. 1. Preis für Blanket Girl[6]
- 2020: Hammond House International Flash Fiction Competition. GB. 1. Preis für The Levels[6]
- 2021: Retreat West Flash Fiction Competition. GB. 1. Preis für Until Death Does Us Part[6]
- 2021: Gewinner der Hamilton Book Month. Matariki Short Story Competition mit Hope
- 2022: Fusilli Flash Fiction Competition. 1. Preis für Fishing with Charlie
- 2023: BestofTimes. Short Story Competition. Australien. Gewinner mit The Great Librarian’s Humour Rebellion of 2020[7]
- 2024: Hammond House International Short Story Anthologie, GB. 3. Preis. Wahlbeitrag des Herausgebers[8]